# Ямки (Владимирская область)
Ямки — деревня в Вязниковском районе Владимирской области России, входит в состав Стёпанцевского сельского поселения.

## География
Деревня расположена в 5 км на север от центра поселения посёлка Стёпанцево и в 30 км на юго-запад от города Вязники.

## История
В конце XIX — начале XX века деревня входила в состав Воскресенской волости Судогодского уезда, с 1926 года — в составе Вязниковского уезда. В 1859 году в деревне числилось 18 дворов, в 1905 году — 23 двора, в 1926 году — 32 двора.
С 1929 года деревня входила в состав Сенинского сельсовета Вязниковского района, с 1935 года — в составе Степанцевского сельсовета Никологорского района, с 1963 года — в составе Вязниковского района, с 2005 года входит в состав Стёпанцевского сельского поселения.

## Население
| 1859 | 1905 | 1926 | 2002 | 2010 | 2021 |
| ---- | ---- | ---- | ---- | ---- | ---- |
| 145  | ↘139 | ↗167 | ↘10  | ↘4   | ↘3   |